# Aéroport international d'Asmara
L'aéroport international d'Asmara, (code IATA : ASM • code OACI : HHAS) est un aéroport domestique et international desservant la ville d'Asmara, capitale et la plus grande ville de l'Érythrée. 
En 2015, les Emirats arabes unis s'engagent à moderniser l'aéroport d'Asmara, en échange de facilités portuaires et militaires dans le port d'Assab, utilisé par les Emiratis dans le cadre de leur intervention militaire au Yémen. 
Le 14 novembre 2020, lors de la guerre du Tigré, plusieurs roquettes lancées depuis l'Éthiopie par le Front de libération du peuple du Tigré ont touché Asmara. Deux roquettes ont touché l'aéroport international d'Asmara

## Situation
| \| 150 km1:13 407 000 \| Agordat Asmara Assab Massawa Teseney |
| 150 km1:13 407 000                                            |

## Compagnies et destinations
| Compagnies         | Destinations                                                              |
| ------------------ | ------------------------------------------------------------------------- |
| EgyptAir           | Le Caire                                                                  |
| Eritrean Airlines  | Addis-Abeba Bole, Assab (en), Djeddah - Roi-Abdelaziz, Khartoum, Le Caire |
| Ethiopian Airlines | Addis-Abeba Bole                                                          |
| flydubai           | Dubaï                                                                     |
| Sudan Airways      | Khartoum                                                                  |
| Tarco Aviation     | Khartoum                                                                  |
| Turkish Airlines   | Istanbul                                                                  |

Édité le 19/12/2017  Actualisé le 2/09/2023